# Liste der Rennsieger der DTM

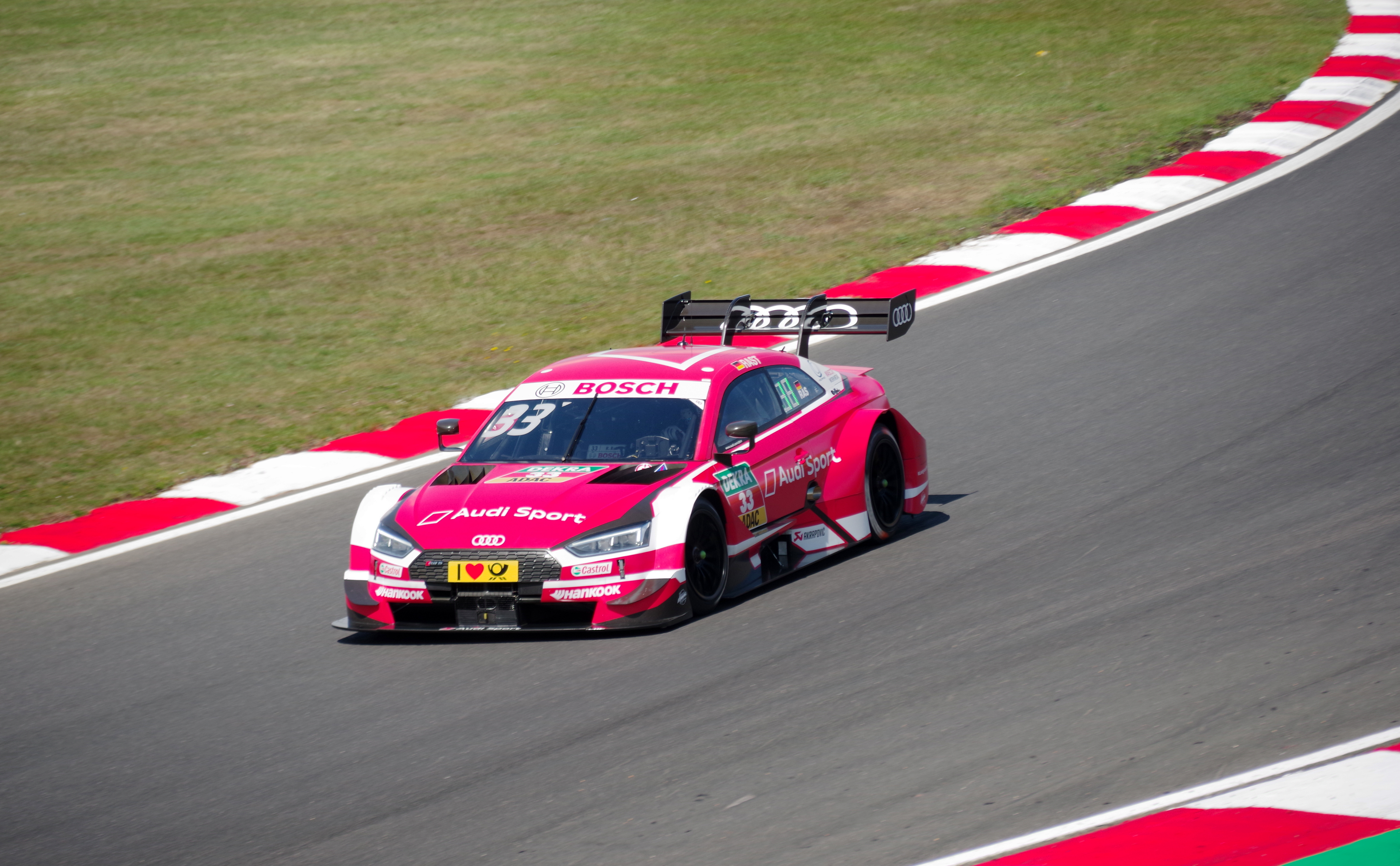
Rekordsieger René Rast in Brands Hatch (2018)

Die Liste der Rennsieger der DTM listet alle Sieger von Rennen der DTM (früher: Deutsche Tourenwagen-Masters) seit ihrer erstmaligen Austragung im Jahr 2000 – jeweils getrennt nach Fahrern, Teams, Herstellern und Nationen – auf. Dabei werden die 1996 eingestellte Deutsche Tourenwagen-Meisterschaft sowie die International Touring Car Championship nicht berücksichtigt.

## Nach Fahrern
Neben den nach der Anzahl ihrer Siege sortierten Rennfahrern enthält die folgende Liste den Zeitraum, in dem die Siege erzielt wurden. Dabei wird jeweils die erste sowie die (bislang) letzte Saison genannt, in der der Fahrer einen Sieg einfahren konnte. Zudem wird die Anzahl der Siege nach Teams und Herstellern, mit denen sie der Fahrer erreichen konnte, aufgeschlüsselt. Die Namen der in der Saison 2024 aktiven Fahrer sind grau hinterlegt.
Bislang gab es in 22 Saisons 288 angekündigte Rennen, von denen zwei (beide am 3. September 2000 in Klettwitz) abgesagt werden mussten und eines (am 14. Juli 2013 in Nürnberg) aufgrund einer nachträglichen Disqualifikation Mattias Ekströms keinen Sieger fand. Alexander Albon war am 22. August 2021 beim Rennen auf dem Nürburgring im deutschen Nürburg der insgesamt 46. Fahrer, der mindestens ein DTM-Rennen gewann.
Stand: 11.08.2025; * = Anzahl der Meistertitel
| Platz | Fahrer                 | Nation                 | Siege | von  | bis  | Siege je Team                                               | Siege je Hersteller    | Team 2025 |
| ----- | ---------------------- | ---------------------- | ----- | ---- | ---- | ----------------------------------------------------------- | ---------------------- | --------- |
| 01    | René Rast***           | Deutschland            | 30    | 2017 | 2025 | Rosberg (24), Schubert (5), Abt (1)                         | Audi (25), BMW (5)     | Schubert  |
| 02    | Mattias Ekström**      | Schweden               | 23    | 2002 | 2017 | Abt (alle)                                                  | Audi (alle)            |           |
| 0     | Gary Paffett**         | Vereinigtes Königreich | 23    | 2004 | 2018 | HWA (22), Persson (1)                                       | Mercedes (alle)        |           |
| 04    | Bernd Schneider****    | Deutschland            | 19    | 2000 | 2008 | HWA (alle)                                                  | Mercedes (alle)        |           |
|       | Marco Wittmann**       | Deutschland            | 19    | 2014 | 2024 | Reinhold (15), Walkenhorst (3), Schubert (1)                | BMW (alle)             | Schubert  |
| 06    | Jamie Green            | Vereinigtes Königreich | 17    | 2007 | 2019 | Rosberg (9), HWA (6), Persson (2)                           | Audi (9), Mercedes (8) |           |
| 07    | Bruno Spengler*        | Kanada                 | 16    | 2006 | 2019 | HWA (9), Schnitzer (5), Mampaey (1), Reinhold (1)           | Mercedes (9), BMW (7)  |           |
| 08    | Paul di Resta*         | Vereinigtes Königreich | 11    | 2008 | 2018 | HWA (alle)                                                  | Mercedes (alle)        |           |
|       | Nico Müller            | Schweiz                | 11    | 2016 | 2022 | Abt (10), Rosberg (1)                                       | Audi (alle)            |           |
|       | Lucas Auer             | Österreich             | 11    | 2016 | 2025 | Winward (4), HWA (3), Landgraf (2), Mücke (1), Reinhold (1) | Mercedes (10), BMW (1) | Landgraf  |
| 11    | Edoardo Mortara        | Italien                | 10    | 2012 | 2018 | Abt (6), HWA (2), Rosberg (2)                               | Audi (8), Mercedes (2) |           |
| 12    | Kelvin van der Linde   | Südafrika              | 08    | 2021 | 2024 | Abt (alle)                                                  | Audi (alle)            |           |
| 13    | Laurent Aïello*        | Frankreich             | 07    | 2001 | 2003 | Abt (alle)                                                  | Audi (alle)            |           |
|       | Martin Tomczyk*        | Deutschland            | 07    | 2006 | 2011 | Abt (4), Phoenix (3)                                        | Audi (alle)            |           |
|       | Timo Scheider**        | Deutschland            | 07    | 2008 | 2015 | Abt (6), Phoenix (1)                                        | Audi (alle)            |           |
|       | Thomas Preining*       | Österreich             | 07    | 2022 | 2025 | Manthey (5), Bernhard (2)                                   | Porsche (alle)         | Manthey   |
| 17    | Uwe Alzen              | Deutschland            | 06    | 2000 | 2002 | Holzer (3), HWA (3)                                         | Mercedes (3), Opel (3) |           |
|       | Mike Rockenfeller*     | Deutschland            | 06    | 2011 | 2019 | Phoenix (5), Abt (1)                                        | Audi (alle)            |           |
|       | Robert Wickens         | Kanada                 | 06    | 2013 | 2017 | HWA (alle)                                                  | Mercedes (alle)        |           |
|       | Sheldon van der Linde* | Südafrika              | 06    | 2020 | 2024 | Schubert (5), Mampaey (1)                                   | BMW (alle)             |           |
|       | Jack Aitken            | Vereinigtes Königreich | 06    | 2023 | 2025 | Emil Frey (alle)                                            | Ferrari (alle)         | Emil Frey |
| 22    | Christijan Albers      | Niederlande            | 05    | 2003 | 2004 | HWA (alle)                                                  | Mercedes (alle)        |           |
|       | Timo Glock             | Deutschland            | 05    | 2013 | 2018 | Reinhold (3), MTEK (2)                                      | BMW (alle)             | Dörr      |
| 24    | Manuel Reuter          | Deutschland            | 04    | 2000 | 2000 | Phoenix (alle)                                              | Opel (alle)            |           |
|       | Jean Alesi             | Frankreich             | 04    | 2002 | 2005 | HWA (alle)                                                  | Mercedes (alle)        |           |
|       | Tom Kristensen         | Dänemark               | 04    | 2004 | 2009 | Abt (alle)                                                  | Audi (alle)            |           |
|       | Augusto Farfus         | Brasilien              | 04    | 2012 | 2013 | Mampaey (alle)                                              | BMW (alle)             |           |
|       | Mirko Bortolotti*      | Italien                | 04    | 2023 | 2024 | SSR (alle)                                                  | Lamborghini (alle)     | Abt       |
| 29    | Marcel Fässler         | Schweiz                | 03    | 2001 | 2003 | HWA (alle)                                                  | Mercedes (alle)        |           |
|       | Mika Häkkinen          | Finnland               | 03    | 2005 | 2007 | HWA (alle)                                                  | Mercedes (alle)        |           |
|       | Maxime Martin          | Belgien                | 03    | 2014 | 2017 | Reinhold (2), Mampaey (1)                                   | BMW (alle)             |           |
|       | Pascal Wehrlein*       | Deutschland            | 03    | 2014 | 2015 | HWA (alle)                                                  | Mercedes (alle)        |           |
|       | Miguel Molina          | Spanien                | 03    | 2015 | 2016 | Abt (alle)                                                  | Audi (alle)            |           |
|       | Robin Frijns           | Niederlande            | 03    | 2020 | 2020 | Abt (alle)                                                  | Audi (alle)            |           |
|       | Liam Lawson            | Neuseeland             | 03    | 2021 | 2021 | AF Corse (alle)                                             | Ferrari (alle)         |           |
|       | Maximilian Götz*       | Deutschland            | 03    | 2021 | 2021 | Haupt (alle)                                                | Mercedes (alle)        |           |
|       | Luca Stolz             | Deutschland            | 03    | 2022 | 2024 | Haupt (alle)                                                | Mercedes (alle)        |           |
| 38    | Klaus Ludwig           | Deutschland            | 02    | 2000 | 2000 | HWA (beide)                                                 | Mercedes (beide)       |           |
|       | Nick Cassidy           | Neuseeland             | 02    | 2022 | 2022 | AF Corse (beide)                                            | Ferrari (beide)        |           |
|       | Maro Engel             | Deutschland            | 02    | 2017 | 2023 | HWA (1), Landgraf (1)                                       | Mercedes (beide)       | Winward   |
|       | Ricardo Feller         | Schweiz                | 02    | 2022 | 2023 | Abt (beide)                                                 | Audi (beide)           | Land      |
|       | Luca Engstler          | Deutschland            | 02    | 2024 | 2024 | Grasser (beide)                                             | Lamborghini (beide)    | Grasser   |
|       | Ayhancan Güven         | Türkei                 | 02    | 2025 | 2025 | Manthey (beide)                                             | Porsche (beide)        | Manthey   |
| 44    | Joachim Winkelhock     | Deutschland            | 01    | 2000 | 2000 | Holzer                                                      | Opel                   |           |
|       | Peter Dumbreck         | Vereinigtes Königreich | 01    | 2001 | 2001 | HWA                                                         | Mercedes               |           |
|       | Bernd Mayländer        | Deutschland            | 01    | 2001 | 2001 | Manthey                                                     | Mercedes               |           |
|       | Christian Vietoris     | Deutschland            | 01    | 2014 | 2014 | HWA                                                         | Mercedes               |           |
|       | Tom Blomqvist          | Vereinigtes Königreich | 01    | 2015 | 2015 | Mampaey                                                     | BMW                    |           |
|       | António Félix da Costa | Portugal               | 01    | 2015 | 2015 | Schnitzer                                                   | BMW                    |           |
|       | Daniel Juncadella      | Spanien                | 01    | 2018 | 2018 | HWA                                                         | Mercedes               |           |
|       | Joel Eriksson          | Schweden               | 01    | 2018 | 2018 | Mampaey                                                     | BMW                    |           |
|       | Philipp Eng            | Österreich             | 01    | 2019 | 2019 | Mampaey                                                     | BMW                    |           |
|       | Philip Ellis           | Schweiz                | 01    | 2021 | 2021 | Winward                                                     | Mercedes               |           |
|       | Alexander Albon        | Thailand               | 01    | 2021 | 2021 | AF Corse                                                    | Ferrari                |           |
|       | Felipe Fraga           | Brasilien              | 01    | 2022 | 2022 | AF Corse                                                    | Ferrari                |           |
|       | Dennis Olsen           | Norwegen               | 01    | 2022 | 2022 | SSR                                                         | Porsche                |           |
|       | Franck Perera          | Frankreich             | 01    | 2023 | 2023 | SSR                                                         | Lamborghini            |           |
|       | Christian Engelhart    | Deutschland            | 01    | 2023 | 2023 | Toksport                                                    | Porsche                |           |
|       | Maximilian Paul        | Deutschland            | 01    | 2023 | 2023 | Grasser                                                     | Lamborghini            | Paul      |
|       | Nicki Thiim            | Dänemark               | 01    | 2024 | 2024 | SSR                                                         | Lamborghini            | Abt       |
|       | Jordan Pepper          | Südafrika              | 01    | 2025 | 2025 | Grasser                                                     | Lamborghini            | Grasser   |

## Nach Teams
Die folgende Tabelle erfasst die Siege aufgeschlüsselt nach den Teams. Die Namen der Teams, die für die Saison 2024 gemeldet waren, sind grau hinterlegt.
Stand: 11.08.2025
| Platz | Team                   | Nation             | Siege | von  | bis  | Erfolgreichste Fahrer |
| ----- | ---------------------- | ------------------ | ----- | ---- | ---- | --- |
| 01    | HWA AG                 | Deutschland        | 105   | 2000 | 2018 | Gary Paffett (22), Bernd Schneider (19), Paul di Resta (11)                                                                                 |
| 02    | Team Abt Sportsline    | Deutschland        | 078   | 2001 | 2024 | Mattias Ekström (23), Nico Müller (10), Kelvin van der Linde (8)                                                                            |
| 03    | Team Rosberg           | Deutschland        | 036   | 2012 | 2022 | René Rast (24), Jamie Green (9), Edoardo Mortara (2)                                                                                        |
| 04    | Reinhold Motorsport    | Deutschland        | 022   | 2014 | 2020 | Marco Wittmann (15), Timo Glock (3), Maxime Martin (2)                                                                                      |
| 05    | Team Phoenix           | Deutschland        | 013   | 2000 | 2019 | Mike Rockenfeller (5), Manuel Reuter (4), Martin Tomczyk (4)                                                                                |
| 06    | Schubert Motorsport    | Deutschland        | 011   | 2022 | 2025 | Sheldon van der Linde (5), René Rast (5), Marco Wittmann (1)                                                                                |
| 07    | Racing Bart Mampaey    | Belgien            | 010   | 2012 | 2020 | Augusto Farfus (4), Sheldon van der Linde (1), Tom Blomqvist (1), Philipp Eng (1), Joel Eriksson (1), Maxime Martin (1), Bruno Spengler (1) |
| 08    | Manthey-Racing         | Deutschland        | 008   | 2001 | 2025 | Thomas Preining (5), Ayhancan Güven (2), Bernd Mayländer (1)                                                                                |
| 09    | AF Corse               | Italien            | 007   | 2021 | 2022 | Liam Lawson (3), Nick Cassidy (2), Alexander Albon (1). Felipe Fraga (1)                                                                    |
|       | SSR Performance        | Deutschland        | 007   | 2022 | 2024 | Mirko Bortolotti (4), Dennis Olsen (1), Franck Perera (1), Nicki Thiim (1)                                                                  |
| 11    | Schnitzer Motorsport   | Deutschland        | 006   | 2012 | 2016 | Bruno Spengler (5), António Félix da Costa (1)                                                                                              |
|       | Haupt Racing Team      | Deutschland        | 006   | 2021 | 2024 | Maximilian Götz (3), Luca Stolz (3) |
|       | Emil Frey Racing       | Schweiz            | 006   | 2023 | 2025 | Jack Aitken (alle) |
| 14    | Winward Racing         | Vereinigte Staaten | 005   | 2021 | 2022 | Lucas Auer (4), Philip Ellis (1) |
| 15    | Holzer Motorsport      | Deutschland        | 004   | 2000 | 2000 | Uwe Alzen (3), Joachim Winkelhock (1) |
|       | Grasser Racing Team    | Österreich         | 004   | 2023 | 2025 | Luca Engstler (2), Maximilian Paul (1), Jordan Pepper (1)                                                                                   |
| 17    | Persson Motorsport     | Deutschland        | 003   | 2007 | 2010 | Jamie Green (2), Gary Paffett (1) |
|       | Walkenhorst Motorsport | Deutschland        | 003   | 2021 | 2022 | Marco Wittmann (alle) |
|       | Team Landgraf          | Deutschland        | 003   | 2023 | 2025 | Lucas Auer (2), Maro Engel (1) |
| 20    | Team MTEK              | Deutschland        | 002   | 2013 | 2015 | Timo Glock (beide) |
|       | KÜS Team Bernhard      | Deutschland        | 002   | 2022 | 2022 | Thomas Preining (beide) |
| 22    | Mücke Motorsport       | Deutschland        | 001   | 2016 | 2016 | Lucas Auer |
|       | Toksport WRT           | Deutschland        | 001   | 2023 | 2023 | Christian Engelhart |

## Nach Herstellern
Die folgende Tabelle erfasst die Siege aufgeschlüsselt nach den Herstellern. Die Namen der in der Saison 2024 aktiven Hersteller sind grau hinterlegt.
Stand: 11.08.2025
| Platz | Hersteller  | Nation      | Siege | von  | bis  | Erfolgreichste Fahrer                                                                                               |
| ----- | ----------- | ----------- | ----- | ---- | ---- | --- |
| 1     | Mercedes    | Deutschland | 124   | 2000 | 2025 | Gary Paffett (23), Bernd Schneider (19), Paul di Resta (11)                                                         |
| 2     | Audi        | Deutschland | 123   | 2001 | 2024 | René Rast (25), Mattias Ekström (23), Nico Müller (11)                                                              |
| 3     | BMW         | Deutschland | 054   | 2012 | 2025 | Marco Wittmann (19), Bruno Spengler (7), Sheldon van der Linde (6)                                                  |
| 4     | Ferrari     | Italien     | 013   | 2021 | 2025 | Jack Aitken (6), Liam Lawson (3), Nick Cassidy (2)                                                                  |
| 5     | Porsche     | Deutschland | 011   | 2022 | 2025 | Thomas Preining (7), Ayhancan Güven (2), Dennis Olsen (1), Christian Engelhart (1)                                  |
| 6     | Lamborghini | Italien     | 010   | 2024 | 2025 | Mirko Bortolotti (4), Luca Engstler (2), Franck Perera (1), Maximilian Paul (1), Nicki Thiim (1), Jordan Pepper (1) |
| 7     | Opel        | Deutschland | 008   | 2000 | 2000 | Manuel Reuter (4), Uwe Alzen (3), Joachim Winkelhock (1)                                                            |

## Nach Nationen
Die folgende Tabelle erfasst die Siege aufgeschlüsselt nach den Nationalitäten der Fahrer. Die Namen der Nationen, für die in der Saison 2024 mindestens ein Fahrer startete, sind grau hinterlegt.
Stand: 11.08.2025
| Platz | Nation                 | Siege | Fahrer | Erfolgreichste Fahrer                                                  |
| ----- | ---------------------- | ----- | ------ | ---------------------------------------------------------------------- |
| 01    | Deutschland            | 121   | 19     | René Rast (30), Bernd Schneider (19), Marco Wittmann (19)              |
| 02    | Vereinigtes Königreich | 059   | 06     | Gary Paffett (23), Jamie Green (17), Paul di Resta (11)                |
| 03    | Schweden               | 024   | 02     | Mattias Ekström (23), Joel Eriksson (1)                                |
| 04    | Kanada                 | 022   | 02     | Bruno Spengler (16), Robert Wickens (6)                                |
| 05    | Österreich             | 019   | 03     | Lucas Auer (11), Thomas Preining (7), Philipp Eng (1)                  |
| 06    | Schweiz                | 017   | 04     | Nico Müller (11), Marcel Fässler (3), Ricardo Feller (2)               |
| 07    | Südafrika              | 015   | 03     | Kelvin van der Linde (8), Sheldon van der Linde (6), Jordan Pepper (1) |
| 08    | Italien                | 014   | 02     | Edoardo Mortara (10), Mirko Bortolotti (4)                             |
| 09    | Frankreich             | 012   | 03     | Laurent Aïello (7), Jean Alesi (4), Franck Perera (1)                  |
| 10    | Niederlande            | 008   | 02     | Christijan Albers (5), Robin Frijns (3)                                |
| 11    | Brasilien              | 005   | 02     | Augusto Farfus (4), Felipe Fraga (1)                                   |
| 0     | Neuseeland             | 005   | 02     | Liam Lawson (3), Nick Cassidy (2)                                      |
| 0     | Dänemark               | 005   | 02     | Tom Kristensen (4), Nicki Thiim (1)                                    |
| 14    | Spanien                | 004   | 02     | Miguel Molina (3), Daniel Juncadella (1)                               |
| 15    | Belgien                | 003   | 01     | Maxime Martin (alle)                                                   |
| 0     | Finnland               | 003   | 01     | Mika Häkkinen (alle)                                                   |
| 17    | Türkei                 | 002   | 01     | Ayhancan Güven (beide)                                                 |
| 18    | Portugal               | 001   | 01     | António Félix da Costa                                                 |
| 0     | Thailand               | 001   | 01     | Alexander Albon                                                        |
| 0     | Norwegen               | 001   | 01     | Dennis Olsen                                                           |